# 亚硒酸铁
亚硒酸铁是一种无机化合物，化学式为Fe2(SeO3)3，存在无水物和多种水合物。七水合物由氯化铁和亚硒酸（或亚硒酸钠）在pH 1.05时反应制得。五水合物具有Fe2(OH)3(H2O)2(HSeO3)3的结构。三水合物的单晶衍射表明其结构由两个独立的FeO6八面体与具有三角锥几何构型的SeO32−构成。
无水物在534 °C分解为Fe2O3·2SeO2，608 °C生成4Fe2O3·SeO2，并最终于649 °C得到Fe2O3。